# Georg Vietmeyer

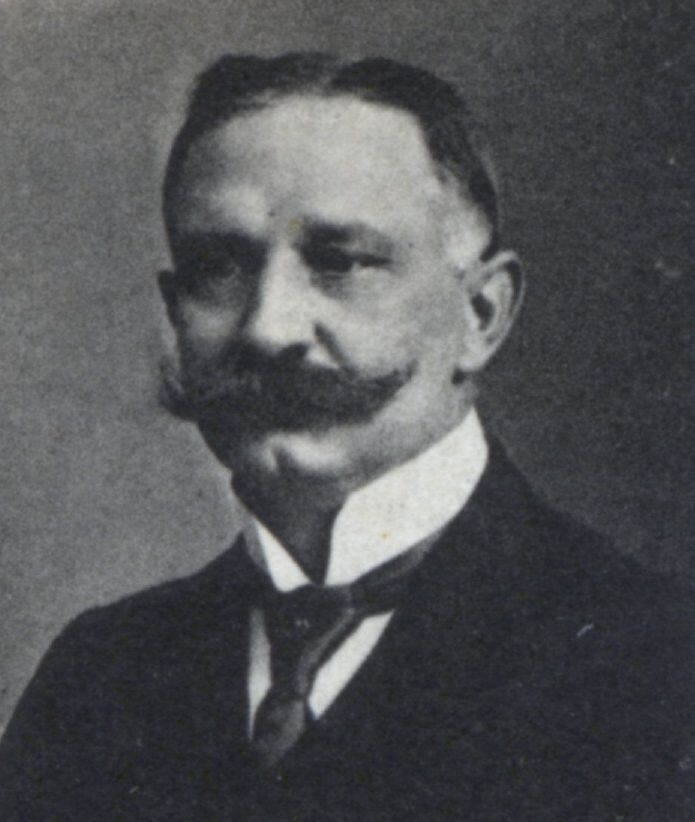
Georg Vietmeyer als Reichstagsabgeordneter 1912

Georg Vietmeyer (* 4. Januar 1864 in Pyrmont; † 13. Mai 1940 in Bad Pyrmont) war ein deutscher Richter und Reichstagsabgeordneter.

## Leben
Georg Vietmeyer ist der älteste Sohn des Bad Pyrmonter Gastwirts Georg Vietmeyer (1824–1880) und Amalie Vietmeyer, geb. Klocke, (1836–1921). Seine beiden jüngeren Brüder, Friedrich-Wilhelm „Willy“ Vietmeyer (1865–1938) und Alexander Vietmeyer (1872–1953) gründeten 1899 den Pyrmonter Säuerling, Gebrüder Vietmeyer, den Vorgänger des Bad Pyrmonter.
Vietmeyer besuchte die höhere Bürgerschule in Pyrmont, das Realprogymnasium in Hameln und das Realgymnasium in Osnabrück. Er war Hauptmann der Reserve des 2. Hannoverschen Infanterie-Regiments Nr. 77 in Celle und Inhaber der Landwehrdienstauszeichnung I. Klasse. Er studierte Rechtswissenschaft zunächst an der Ludwig-Maximilians-Universität München. 1886 wurde er im Corps Brunsviga München aktiv. Als Inaktiver wechselte er an die Georg-August-Universität Göttingen. Später war er Amtsgerichtsrat in seiner Heimatstadt Pyrmont.
Ab 1912 war er Mitglied des Deutschen Reichstags für den Reichstagswahlkreis Waldeck-Pyrmont und die Wirtschaftliche Vereinigung. Sein Mandat wurde am 17. April 1913 für ungültig erklärt. Der freisinnige Kandidat Otto Nuschke, der spätere stellvertretende Ministerpräsident der DDR, unterlag in der Stichwahl Vietmeyer um 153 Stimmen. Die Wahlprüfungskommission beanstandete, wie die Wählerlisten geführt wurden und die unrichtige Bezeichnung auf dem Wahlzettel als wohnhaft „bei Berlin“ (Nuschke war damals wohnhaft in der damals noch unabhängigen Gemeinde Steglitz), was zu einem Wahlkampf gegen den „Berliner“ führte. Der liberale Politiker Friedrich Naumann errang in der Nachwahl das Mandat.